# Turniej w Moravskich Toplicach
Turniej w Moravskich Toplicach (słoweń. Turnir v Moravske Toplice) – międzynarodowy towarzyski klubowy turniej piłkarski rozgrywany od 2012 na stadionie w miejscowości Moravske Toplice na wschodzie Słowenii.
W turnieju występują trzy drużyny. Każda drużyna gra dwa mecze. Zwycięzcą zostaje drużyna, która zdobyła najwięcej punktów i ma lepszą różnicę bramek.

## Finały
| Edycja | Rok  | Finał         | Finał | Finał     | Trzecie miejsce | Trzecie miejsce | Trzecie miejsce |
| Edycja | Rok  | Zwycięzca     | Wynik | Finalista | 3 miejsce       | Wynik           | 4 miejsce       |
| ------ | ---- | ------------- | ----- | --------- | --------------- | --------------- | --------------- |
| I      | 2012 | Arsenał Kijów | -     | FC Brașov | Pécsi Mecsek FC | -               | -               |

## Statystyki
| Lp. | Klub          | Zdobywca | Finalista | Lata triumfów |
| --- | ------------- | -------- | --------- | ------------- |
| 1.  | Arsenał Kijów | 1        | 0         | 2012          |
| 2.  | FC Brașov     | 0        | 1         |               |